# Owlpen
Owlpen is een civil parish in het bestuurlijke gebied Stroud, in het Engelse graafschap Gloucestershire met 32 inwoners.